# Desi Reijers
Desi Reijers (n. 4 iunie 1964, Doetinchem, Gelderland, Țările de Jos) este o înotătoare ce a reprezentat Regatul Țărilor de Jos, medaliată olimpică. A participat la o ediție a Jocurilor Olimpice (1984) în care a câștigat o medalie de argint.

## Participări
Lista de mai jos prezintă principalele competiții la care a participat Desi Reijers de-a lungul carierei.
- swimming at the 1984 Summer Olympics – women's 4 × 100 metre freestyle relay[*]